# Kultura brynzjeńska
Kultura brynzjeńska – nazwa tej kultury pochodzi od eponimicznej jaskini Brynzjeny położonej w Mołdawii. Kultura brynzjeńska rozwinęła się na miejscowym podłożu kultur o środkowo paleolitycznej tradycji z narzędziami zębatymi. Kultura ta rozwijała się w okresie między 26 a 14 tys. lat temu. Obszar, na którym spotykane są elementy kulturowe utożsamiane z kulturą brynzjeńską ograniczał się do terenów dzisiejszej Mołdawii i Rumunii. Do narzędzi przewodnich owej kultury należy zaliczyć ostrza liściowate.